# 周聖文
周聖文（1990年7月—），臺灣指揮家。現任臺灣國樂團副指揮。

## 生平

### 早年
周聖文出生於臺灣。10歲時開始學習笛子。高中畢業後，進入國立政治大學就讀，主修國際經營與貿易學系，期間擔任政大華夏國樂社指揮。退伍後，對於音樂更有興趣的他考入國立臺灣師範大學研究所學習指揮，師從許瀞心，並於2018年取得音樂學系碩士學位。期間於2014年獲第1屆臺灣國樂團菁英爭揮指揮大賽最佳人氣獎，2016年獲第5屆臺灣國樂團國樂指揮研習營團員投票人氣獎，2017年獲第4屆臺灣國樂團菁英爭揮指揮大賽第一名及最佳魅力舞臺獎。
2019年，獲第11屆國際中樂指揮大師班最受團員歡迎指揮獎。
2020年，同時入圍第4屆國際中樂指揮大賽複賽、臺北國際指揮大賽。

### 職業生涯
2020年2月，周聖文與方信淵、陳奕全共同創立群藝民族管弦樂團（Arteam Chinese Orchestra），成員多為臺灣優秀青年演奏家。
2021年，周聖文就任臺灣國樂團副指揮。期間於2022年企劃並指揮演出「春的禮讚」及「山水絮語」音樂會，廣受樂界好評。
周聖文曾與臺南市民族管絃樂團、小巨人絲竹樂團、新竹青年國樂團及台北簪纓國樂團等樂團合作演出。周聖文亦致力於推廣國樂教育，曾合作指導台大薰風國樂團、政大華夏國樂社等大專院校之國樂團。

## 獲獎與榮譽
- 第1屆臺灣國樂團菁英爭揮指揮大賽最佳人氣獎，2014年
- 第4屆臺灣國樂團菁英爭揮指揮大賽第一名、最佳魅力舞臺獎，2017年